# Musikjahr 1701
Liste der Musikjahre

◄◄ | ◄ | 1697 | 1698 | 1699 | 1700 | Musikjahr 1701 | 1702 | 1703 | 1704 | 1705 | ► | ►►

Weitere Ereignisse
Dieser Artikel behandelt das Musikjahr 1701.

## Ereignisse
- 06. Dezember: François d’Agincour wird nach Probespiel zum Organisten an der Kirche Sainte-Madeleine-en-la-Cité in Paris ernannt.
- John Abell tritt in London als Sänger in der Titelrolle der Oper The Judgement of Paris von Daniel Purcell auf.
- Papst Clemens XI. bestätigt das von Papst Innozenz XII. 1698 erlassene Verbot sämtlicher Theater- und Opernaufführungen in Rom. Er wird dieses Verbot erst 1710 aufheben.
- Francesco Gasparini wird Kapellmeister des Ospedale della Pietà in Venedig.
- Johann Kuhnau tritt die Nachfolge von Johann Schelle als Thomaskantor in Leipzig an und wird diese Position bis zu seinem Tode ausüben. Außerdem bekleidet er ab diesem Jahr auch das Amt des Universitätsmusikdirektors.
- Der 16-jährige Domenico Scarlatti wird Organist und Komponist der Hofkapelle des spanischen Vizekönigs in Neapel.
- Georg Philipp Telemann beendet seine Schulausbildung am Gymnasium Andreanum in Hildesheim und schreibt sich als Student an der Universität Leipzig ein. Unter dem Druck seiner Mutter nimmt er sich vor, wie vorgesehen Jura zu studieren und sich nicht mehr mit Musik zu beschäftigen. Auf dem Weg von Magdeburg nach Leipzig macht Telemann in Halle Station, um den damals sechzehnjährigen Georg Friedrich Händel zu treffen. Mit ihm begründet er eine Freundschaft, die lebenslang halten wird.

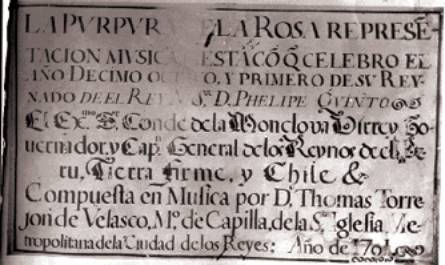
Titelblatt der „La púrpura de la rosa“

- Tomás de Torrejón y Velasco leitet die Musik zum Begräbnis des spanischen Königs Karl II. und kurz darauf die zum 18. Geburtstag von dessen Nachfolger Philipp V. Im gleichen Jahr wird seine Zarzuela La púrpura de la rosa auf einen Text von Calderón de la Barca aufgeführt, die als erstes musikalisches Bühnenwerk gilt, das in der Neuen Welt entstanden ist.
- Der Sopranist Matteuccio, berühmt als „Nachtigall von Neapel“, verlässt Madrid nach dem Tode Karls II., für den er seit 1698 jeden Abend gesungen hatte, und geht nach Wien, wo er in den folgenden Jahren in den Opernaufführungen am kaiserlichen Hof für Leopold I. und Joseph I. singen und vom Kaiser mit einem Adelstitel geehrt werden wird (zum Marchese).
- John Weldon nimmt in London am Wettbewerb zur Vertonung von William Congreves Libretto The Judgement of Paris (deutsch: Das Urteil des Paris) teil, das in Dorset Garden Theatre stattfindet. Trotz des nicht unparteiischen Wettbewerbskomitees gelingt es ihm, sich dank seines moderneren Kompositionsstils gegen Kontrahenten wie Daniel Purcell, dem jüngeren Bruder von Henry Purcell, John Eccles oder Gottfried Finger durchzusetzen. Er gewinnt den ersten Preis, gefolgt von Eccles und Purcell. Im selben Jahr wird er zum Gentleman der Chapel Royal ernannt.

### Eröffnungen
- 28. Juni: Das im Auftrag von Herzog Moritz Wilhelm von Sachsen-Zeitz errichtete Opernhaus vorm Salztor in Naumburg an der Saale wird eröffnet. Die Baupläne stammen wahrscheinlich von Landesbaumeister Johann Heinrich Gengenbach.

### Gründungen

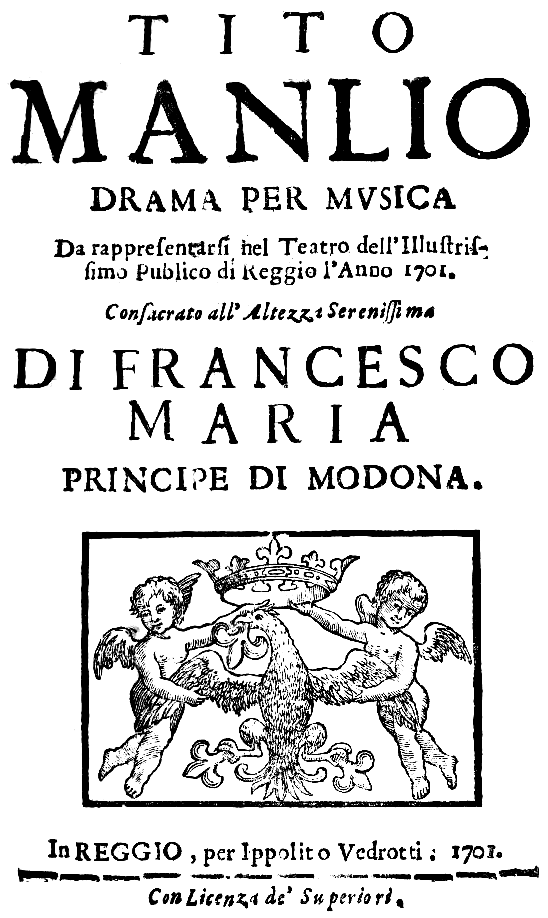
Antonio Giannettini – Tito Manlio – Titelseite des Libretto

- In Leipzig sammelt Georg Philipp Telemann mit Unterstützung des Bürgermeisters Franz Conrad Romanus eine Schar musikbegeisterter Kommilitonen um sich. Dieses bald Telemannisches Collegium Musicum genannte Ensemble entwickelt trotz der starken Fluktuation seiner studentischen Mitglieder eine feste Organisationsstruktur mit regelmäßigen Proben und Konzerten und spielt das neueste Repertoire auf professionellem Niveau.
- In Ljubljana wird die Academia Philharmonicorum gegründet, der Vorläufer des Simfonični orkester Slovenske filharmonije (deutsch: Symphonieorchester der slowenischen Philharmonie).

### Uraufführungen

#### Bühnenwerke

##### Oper
- 04. Januar: Das vielfach vertonte Libretto Griselda zu einer Opera seria in drei Akten von Apostolo Zeno nach der Novelle Griseldis aus dem Decamerone von Giovanni Boccaccio wird erstmals im Teatro San Cassiano in Venedig in der Vertonung von Antonio Pollarolo aufgeführt.
- 12. Juli: Die Uraufführung der Oper La fede ne' tradimenti von Attilio Ariosti auf das Libretto von Gerolamo Gigli findet in Berlin statt.
- Am 14. Juli wird in Paris André Campras opéra-ballet Aréthuse ou la Vengeance de l'Amour uraufgeführt; das Libretto schrieb Antoine Danchet.
- 26. Oktober: Die Oper Die wunderschöne Psyche von Reinhard Keiser auf das Libretto von Christian Heinrich Postel (nach Apuleius und Matteo Noris) wird anlässlich des Geburtstags der preußischen Königin Sophie Charlotte von Hannover am Theater am Gänsemarkt in Hamburg uraufgeführt.
- Die tragédie lyrique Omphale von André Cardinal Destouches, mit einem Libretto von Antoine Houdar de la Motte, erlebt ihre Uraufführung am 10. November 1701 in Paris.
- Die Semi-Oper Acis and Galatea von John Eccles auf das Libretto von Peter Anthony Motteux wird in London erstmals aufgeführt.
- Die Oper Tito Manlio von Antonio Giannettini auf das Libretto von Matteo Noris wird im Teatro Pubblico in Reggio nell’Emilia uraufgeführt.
- Attilio Ariosti – Le Fantome Amoreux (Einakter, Libretto von Ortensio Mauro)
- Antonio Caldara – La Partenope
- John Eccles
  - The Judgment of Paris or The Prize of Music (London)
- Reinhard Keiser
  - Störtebecker und Jödge Michaels (zwei Opern in jeweils 3 Akten; Partitur verschollen)
  - Das höchstpreissliche Crönungsfest Ihrer Kgl. Majestät in Preussen (Ballett-Oper in einem Akt)
- Daniel Purcell
  - The Rival Queens (zusammen mit Gottfried Finger, Libretto von Nathaniel Lee)
  - The Judgement of Paris (Masque, London) mit John Abell in der Titelrolle.[1]
- Tomás de Torrejón y Velasco – La púrpura de la rosa
- John Weldon
  - The Judgement of Paris (London)
  - Orpheus and Euridice (etwa 1701)

##### Oratorium
- Antonio Lotti
  - La Giuditta (Partitur verloren gegangen)
  - Gioas re di Giuda (Libretto von Zaccaria Valaresso, ca. 1701, Venedig, Partitur verloren gegangen)

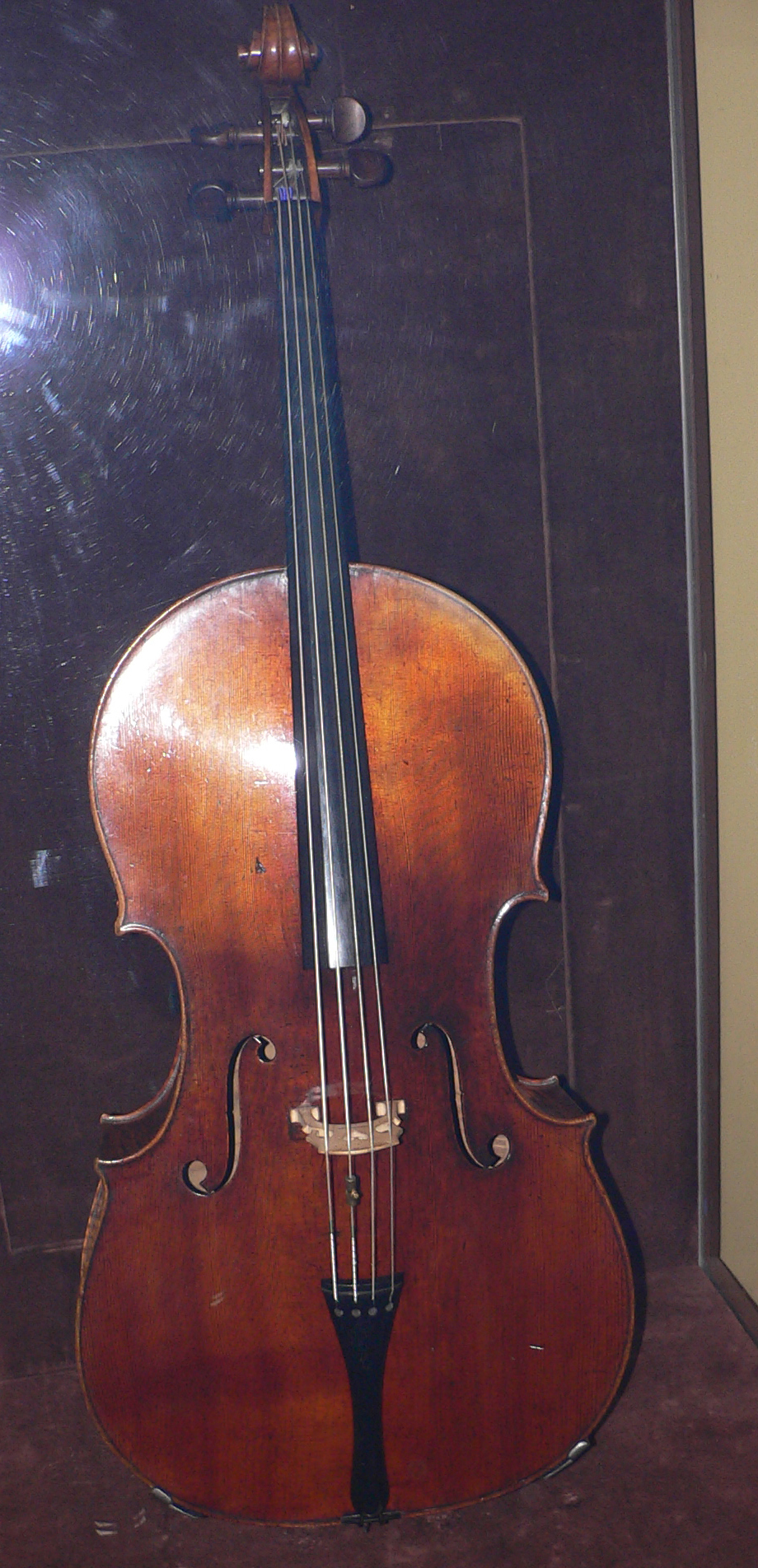
Das Violoncello Servais von Antonio Stradivari

### Instrumentalmusik

#### Orchester- und Ensemblemusik
- Johann Joseph Fux – Concentus Musico-Instrumentalis, op. 1, sieben Partiten (Ouvertürensuiten, Sinfonien, Serenada) für verschiedene Besetzungen
- Georg Muffat – Auserlesener mit Ernst und Lust gemengter Instrumental-Musik Erste Versamblung. 12 Concerti Grossi mit thematischem Material aus dem Armonico Tributo (Passau)

#### Kammermusik
- Henrico Albicastro – XII Suonate a tre, due violini et violoncello col basso per l’organo
- Tomaso Albinoni – Balletti a tre op. 3 (Venedig)
- Johann Christian Schickhardt – Sieben Sonaten für Altblockflöte und Basso continuo, op. 1 (gewidmet Prinzessin Henriette Amalie von Nassau-Diez; veröffentlicht „kurz nach 1700“)[2]

#### Gambe
- Marin Marais – Pièces de violes (2. Buch), 142 Stücke für 1 und 2 Solo-Gamben mit B.c.

### Vokalmusik

#### Geistlich
- Marin Marais
  - Te Deum (zur Genesung des Dauphins, verschollen)
  - Domine salvum fac regem (Motette zur Genesung des Dauphins, verschollen)
- Friedrich Wilhelm Zachow – Missa super Chorale Christ lag in Todesbanden (Messe)

#### Weltlich
- John Abell
  - A collection of songs in several languages
  - A collection of songs in English

### Populärmusik
- The Ballad of Captain Kidd (englisches Lied über Captain William Kidd, der am 23. Mai 1701 als Pirat zum Tode durch den Strick verurteilt wurde)

### Anderes
- Johann Georg Ahle – Musikalisches Wintergespräch

### Instrumentenbau
- In der Werkstatt von Antonio Stradivari wird die Violine Dushkin und das Violoncello Servais gefertigt.

## Geboren

### Geburtsdatum gesichert
- 10. Januar: Johann Caspar Simon, deutscher Organist und Komponist († 1776)
- 01. Februar: Johan Joachim Agrell, schwedischer Komponist und Kapellmeister († 1765)
- 13. Februar: Vittoria Tesi, italienische Opernsängerin und Gesangslehrerin († 1775)
- 19. Juni: François Rebel, französischer Violinist und Komponist († 1775)
- 22. September: Anna Magdalena Wilcke, deutsche Sängerin, zweite Frau von Johann Sebastian Bach († 1760)
- 09. Oktober: Tobias Schramm, deutscher Instrumenten- und Orgelbauer († 1771)
- 23. Oktober (getauft): Johann Christoph Clauder, deutscher Librettist und Schriftsteller († 1779)

### Genaues Geburtsdatum unbekannt
- Johann Georg Aichgasser, oberschwäbischer Orgelbauer († 1767)
- Benet Esteve, katalanischer Komponist und Organist († 1770)

## Gestorben

### Todesdatum gesichert

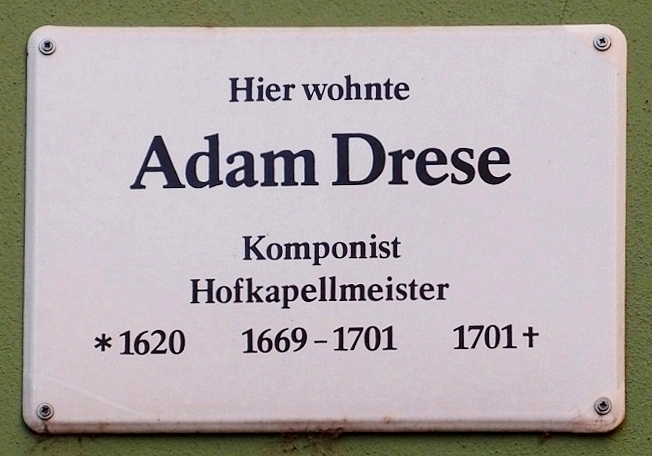
Gedenktafel für Adam Drese in Jena, Romantikerhaus

- 01. Januar: David Funck, böhmischer Komponist und Musiker (* 1648)
- 31. Januar: Andreas Schweimb, deutscher Orgelbaumeister (* 1654)
- 15. Februar: Adam Drese, deutscher Kapellmeister und Komponist (* 1620)
- 23. Februar: William Williams, englischer Violinist und Komponist (* 1675)
- 10. März: Johann Schelle, deutscher Komponist (* 1648)

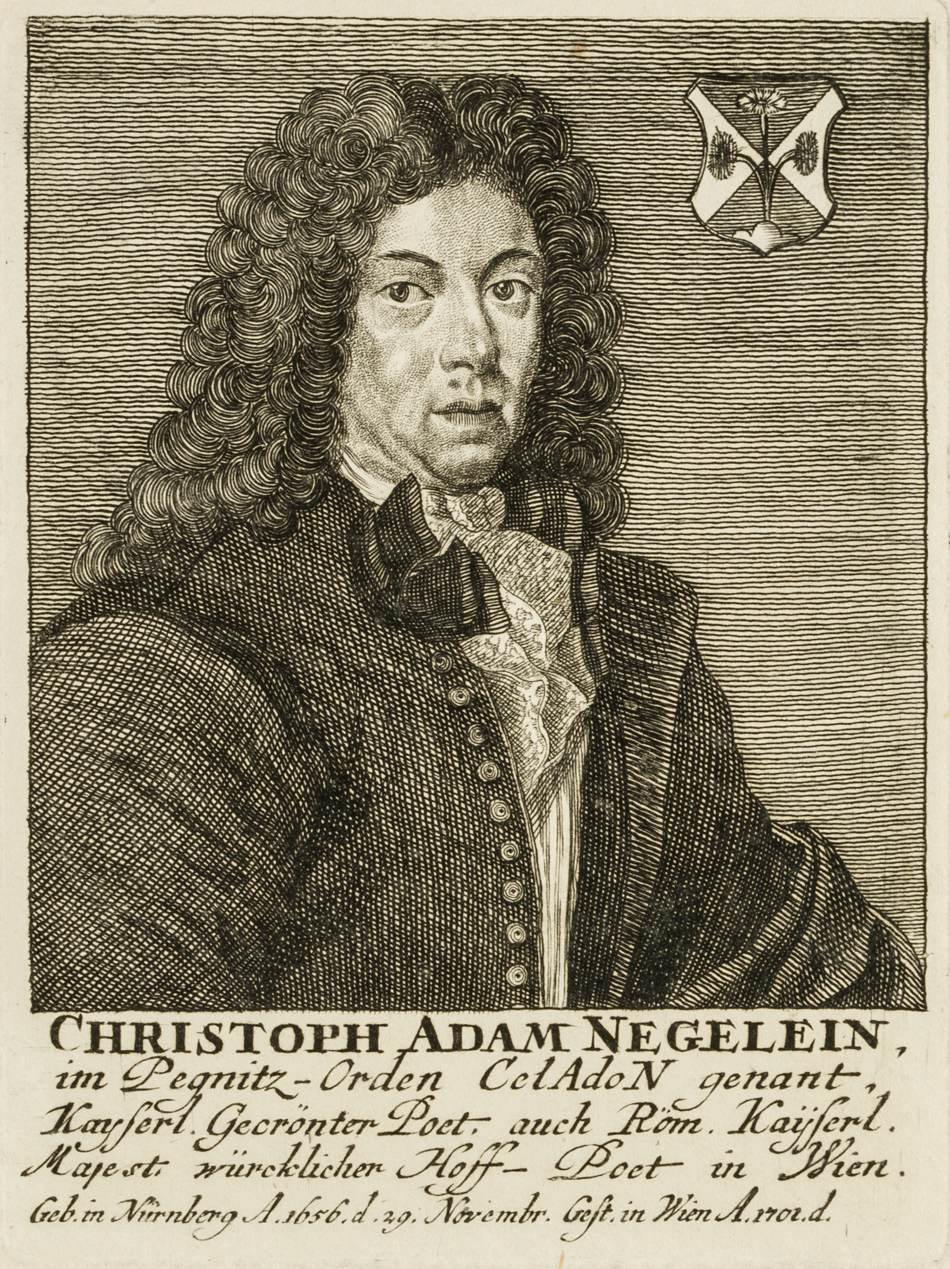
Christoph Adam Negelein; † 22. April

- 22. April: Christoph Adam Negelein, deutscher Kaufmann, Komponist, Schriftsteller und Textdichter (* 1656)
- 19. Mai: Johann Baal, deutscher Komponist (* 1657)
- 06. Juni: Andreas Christoph Clamer, österreichischer Komponist und Sänger (* 1633)
- 26. Juni: Giulia Masotti, italienische Sopranistin (* um 1650)
- 17. Juli: Giulio Cesare Arresti, italienischer Organist, Kapellmeister und Komponist (* 1619)
- 13. Oktober: Andreas Anton Schmelzer, österreichischer Violinist und Komponist (* 1653)

### Genaues Todesdatum unbekannt
- Carolus Hacquart, flämischer Komponist (* um 1640)
- Michael Kanhäuser, deutscher Orgelbauer (* 1634)
- Giovanni Domenico Partenio, venezianischer Sänger, Komponist und Kapellmeister (* vor 1650)
- Joan Baptista Rocabert, katalanischer Organist, Komponist und Chormeister (* 1657)